# Liste des châteaux du Morbihan
La liste des châteaux du Morbihan recense de manière non exhaustive les châteaux (de défense ou d'agrément), maisons fortes et mottes castrales situés dans le département français du Morbihan. Il est fait état des inscriptions et classements au titre des monuments historiques.

## Liste
Les châteaux du département ont été regroupés dans trois listes par arrondissement :
- Liste des châteaux de l'arrondissement de Lorient
- Liste des châteaux de l'arrondissement de Pontivy
- Liste des châteaux de l'arrondissement de Vannes

| Commune               | Arrondissement |
| --------------------- | -------------- |
| Allaire               | Vannes         |
| Ambon                 | Vannes         |
| Arradon               | Vannes         |
| Arzal                 | Vannes         |
| Arzon                 | Vannes         |
| Augan                 | Vannes         |
| Auray                 | Lorient        |
| Baden                 | Vannes         |
| Bangor                | Lorient        |
| Baud                  | Pontivy        |
| Béganne               | Vannes         |
| Beignon               | Vannes         |
| Belz                  | Lorient        |
| Berné                 | Pontivy        |
| Berric                | Vannes         |
| Bieuzy                | Pontivy        |
| Bignan                | Pontivy        |
| Billiers              | Vannes         |
| Billio                | Pontivy        |
| Bohal                 | Vannes         |
| Le Bono               | Vannes         |
| Brandérion            | Lorient        |
| Brandivy              | Vannes         |
| Brech                 | Lorient        |
| Bréhan                | Pontivy        |
| Brignac               | Pontivy        |
| Bubry                 | Lorient        |
| Buléon                | Pontivy        |
| Caden                 | Vannes         |
| Calan                 | Lorient        |
| Camoël                | Vannes         |
| Camors                | Lorient        |
| Campénéac             | Pontivy        |
| Carentoir             | Vannes         |
| Carnac                | Lorient        |
| Caro                  | Vannes         |
| Caudan                | Lorient        |
| La Chapelle-Neuve     | Pontivy        |
| Cléguer               | Lorient        |
| Cléguérec             | Pontivy        |
| Colpo                 | Vannes         |
| Concoret              | Pontivy        |
| Cournon               | Vannes         |
| Le Cours              | Vannes         |
| Crac'h                | Lorient        |
| Crédin                | Pontivy        |
| Le Croisty            | Pontivy        |
| Croixanvec            | Pontivy        |
| La Croix-Helléan      | Pontivy        |
| Cruguel               | Pontivy        |
| Damgan                | Vannes         |
| Elven                 | Vannes         |
| Erdeven               | Lorient        |
| Étel                  | Lorient        |
| Évellys               | Pontivy        |
| Évriguet              | Pontivy        |
| Le Faouët             | Pontivy        |
| Férel                 | Vannes         |
| Les Forges            | Pontivy        |
| Les Fougerêts         | Vannes         |
| La Gacilly            | Vannes         |
| Gâvres                | Lorient        |
| Gestel                | Lorient        |
| Gourhel               | Pontivy        |
| Gourin                | Pontivy        |
| Grand-Champ           | Vannes         |
| La Grée-Saint-Laurent | Pontivy        |
| Groix                 | Lorient        |
| Guégon                | Pontivy        |
| Guéhenno              | Pontivy        |
| Gueltas               | Pontivy        |
| Guémené-sur-Scorff    | Pontivy        |
| Guénin                | Pontivy        |
| Guer                  | Vannes         |
| Guern                 | Pontivy        |
| Le Guerno             | Vannes         |
| Guidel                | Lorient        |
| Guillac               | Pontivy        |
| Guilliers             | Pontivy        |
| Guiscriff             | Pontivy        |
| Helléan               | Pontivy        |
| Hennebont             | Lorient        |
| Le Hézo               | Vannes         |

| Commune              | Arrondissement |
| -------------------- | -------------- |
| Hoëdic               | Lorient        |
| Houat                | Lorient        |
| Île-aux-Moines       | Vannes         |
| Île-d'Arz            | Vannes         |
| Inguiniel            | Lorient        |
| Inzinzac-Lochrist    | Lorient        |
| Josselin             | Pontivy        |
| Kerfourn             | Pontivy        |
| Kergrist             | Pontivy        |
| Kernascléden         | Pontivy        |
| Kervignac            | Lorient        |
| Landaul              | Lorient        |
| Landévant            | Lorient        |
| Lanester             | Lorient        |
| Langoëlan            | Pontivy        |
| Langonnet            | Pontivy        |
| Languidic            | Lorient        |
| Lanouée              | Pontivy        |
| Lantillac            | Pontivy        |
| Lanvaudan            | Lorient        |
| Lanvénégen           | Pontivy        |
| Larmor-Baden         | Vannes         |
| Larmor-Plage         | Lorient        |
| Larré                | Vannes         |
| Lauzach              | Vannes         |
| Lignol               | Pontivy        |
| Limerzel             | Vannes         |
| Lizio                | Vannes         |
| Locmalo              | Pontivy        |
| Locmaria             | Lorient        |
| Locmaria-Grand-Champ | Vannes         |
| Locmariaquer         | Lorient        |
| Locminé              | Pontivy        |
| Locmiquélic          | Lorient        |
| Locoal-Mendon        | Lorient        |
| Locqueltas           | Vannes         |
| Lorient              | Lorient        |
| Loyat                | Pontivy        |
| Malansac             | Vannes         |
| Malestroit           | Vannes         |
| Malguénac            | Pontivy        |
| Marzan               | Vannes         |
| Mauron               | Pontivy        |
| Melrand              | Pontivy        |
| Ménéac               | Pontivy        |
| Merlevenez           | Lorient        |
| Meslan               | Pontivy        |
| Meucon               | Vannes         |
| Missiriac            | Vannes         |
| Mohon                | Pontivy        |
| Molac                | Vannes         |
| Monteneuf            | Vannes         |
| Monterblanc          | Vannes         |
| Monterrein           | Pontivy        |
| Montertelot          | Pontivy        |
| Moréac               | Pontivy        |
| Moustoir-Ac          | Pontivy        |
| Muzillac             | Vannes         |
| Néant-sur-Yvel       | Pontivy        |
| Neulliac             | Pontivy        |
| Nivillac             | Vannes         |
| Nostang              | Lorient        |
| Noyal-Muzillac       | Vannes         |
| Noyal-Pontivy        | Pontivy        |
| Le Palais            | Lorient        |
| Péaule               | Vannes         |
| Peillac              | Vannes         |
| Pénestin             | Vannes         |
| Persquen             | Pontivy        |
| Plaudren             | Vannes         |
| Plescop              | Vannes         |
| Pleucadeuc           | Vannes         |
| Pleugriffet          | Pontivy        |
| Ploemel              | Lorient        |
| Plœmeur              | Lorient        |
| Ploërdut             | Pontivy        |
| Ploeren              | Vannes         |
| Ploërmel             | Pontivy        |
| Plouay               | Lorient        |
| Plougoumelen         | Vannes         |
| Plouharnel           | Lorient        |
| Plouhinec            | Lorient        |
| Plouray              | Pontivy        |
| Pluherlin            | Vannes         |
| Plumelec             | Pontivy        |
| Pluméliau            | Pontivy        |

| Commune                        | Arrondissement |
| ------------------------------ | -------------- |
| Plumelin                       | Pontivy        |
| Plumergat                      | Lorient        |
| Pluneret                       | Lorient        |
| Pluvigner                      | Lorient        |
| Pontivy                        | Pontivy        |
| Pont-Scorff                    | Lorient        |
| Porcaro                        | Vannes         |
| Port-Louis                     | Lorient        |
| Priziac                        | Pontivy        |
| Questembert                    | Vannes         |
| Quéven                         | Lorient        |
| Quiberon                       | Lorient        |
| Quistinic                      | Lorient        |
| Radenac                        | Pontivy        |
| Réguiny                        | Pontivy        |
| Réminiac                       | Vannes         |
| Riantec                        | Lorient        |
| Rieux                          | Vannes         |
| La Roche-Bernard               | Vannes         |
| Rochefort-en-Terre             | Vannes         |
| Rohan                          | Pontivy        |
| Roudouallec                    | Pontivy        |
| Ruffiac                        | Vannes         |
| Le Saint                       | Pontivy        |
| Saint-Abraham                  | Vannes         |
| Saint-Aignan                   | Pontivy        |
| Saint-Allouestre               | Pontivy        |
| Saint-Armel                    | Vannes         |
| Saint-Avé                      | Vannes         |
| Saint-Barthélemy               | Pontivy        |
| Saint-Brieuc-de-Mauron         | Pontivy        |
| Saint-Caradec-Trégomel         | Pontivy        |
| Saint-Congard                  | Vannes         |
| Saint-Dolay                    | Vannes         |
| Sainte-Anne-d'Auray            | Lorient        |
| Sainte-Brigitte                | Pontivy        |
| Sainte-Hélène                  | Lorient        |
| Saint-Gérand                   | Pontivy        |
| Saint-Gildas-de-Rhuys          | Vannes         |
| Saint-Gonnery                  | Pontivy        |
| Saint-Gorgon                   | Vannes         |
| Saint-Gravé                    | Vannes         |
| Saint-Guyomard                 | Vannes         |
| Saint-Jacut-les-Pins           | Vannes         |
| Saint-Jean-Brévelay            | Pontivy        |
| Saint-Jean-la-Poterie          | Vannes         |
| Saint-Laurent-sur-Oust         | Vannes         |
| Saint-Léry                     | Pontivy        |
| Saint-Malo-de-Beignon          | Vannes         |
| Saint-Malo-des-Trois-Fontaines | Pontivy        |
| Saint-Marcel                   | Vannes         |
| Saint-Martin-sur-Oust          | Vannes         |
| Saint-Nicolas-du-Tertre        | Vannes         |
| Saint-Nolff                    | Vannes         |
| Saint-Perreux                  | Vannes         |
| Saint-Philibert                | Lorient        |
| Saint-Pierre-Quiberon          | Lorient        |
| Saint-Servant                  | Pontivy        |
| Saint-Thuriau                  | Pontivy        |
| Saint-Tugdual                  | Pontivy        |
| Saint-Vincent-sur-Oust         | Vannes         |
| Sarzeau                        | Vannes         |
| Sauzon                         | Lorient        |
| Séglien                        | Pontivy        |
| Séné                           | Vannes         |
| Sérent                         | Vannes         |
| Silfiac                        | Pontivy        |
| Le Sourn                       | Pontivy        |
| Sulniac                        | Vannes         |
| Surzur                         | Vannes         |
| Taupont                        | Pontivy        |
| Théhillac                      | Vannes         |
| Theix-Noyalo                   | Vannes         |
| Le Tour-du-Parc                | Vannes         |
| Tréal                          | Vannes         |
| Trédion                        | Vannes         |
| Treffléan                      | Vannes         |
| Tréhorenteuc                   | Pontivy        |
| La Trinité-Porhoët             | Pontivy        |
| La Trinité-sur-Mer             | Lorient        |
| La Trinité-Surzur              | Vannes         |
| Val d'Oust                     | Pontivy        |
| Vannes                         | Vannes         |
| La Vraie-Croix                 | Vannes         |